# إنفاذ القانون في قطر
إنفاذ القانون في قطر هو النظام الشامل الذي يضم القوانين والإجراءات والمؤسسات المختصة بالحفاظ على الأمن والنظام داخل الدولة، وضمان تطبيق القوانين وحماية حقوق الأفراد والممتلكات. يعد إنفاذ القانون ركيزة أساسية لاستقرار المجتمع وتنميته، ويعمل من خلال وزارة الداخلية القطرية التي تعد الجهة الرئيسية المسؤولة عن الإشراف على هذه العمليات، بالتعاون مع أجهزة قضائية وأمنية متعددة ومتخصصة.

## الهيكل التنظيمي لإنفاذ القانون
تتكون منظومة إنفاذ القانون في قطر من عدة هيئات أمنية وقضائية تعمل بانسجام لضمان حفظ النظام ومكافحة الجرائم، منها: وزارة الداخلية التي تتضمن الشرطة القطرية تقوم بحفظ الأمن العام وتنظيم حركة المرور ومكافحة الجرائم المختلفة، جهاز الأمن الداخلي مسؤول عن قضايا الأمن الوطني والتعامل مع التهديدات الأمنية الكبرى مثل الإرهاب والتجسس.جهاز مكافحة الجرائم الإلكترونية مختص بمكافحة الجرائم المتعلقة بالإنترنت والفضاء الإلكتروني، مثل الاحتيال الإلكتروني، القرصنة، والجرائم المالية الإلكترونية. الإدارة العامة للحماية المدنية تهتم بإدارة الطوارئ، الإنقاذ، والتعامل مع الكوارث الطبيعية والاصطناعية. النيابة العامة التي تمارس السلطة القضائية في التحقيق وإحالة القضايا إلى المحاكم، وتتمتع باستقلالية لضمان العدالة والشفافية.

## مهام وإنجازات إنفاذ القانون
يهدف إنفاذ القانون في قطر إلى تحقيق بيئة آمنة ومستقرة عبر تنفيذ عدة مهام رئيسية، منها حفظ الأمن والنظام العام من خلال الانتشار الواسع لقوات الشرطة وتنفيذ عمليات دوريات منتظمة في المناطق السكنية والتجارية. وتساهم في خفض معدلات الجريمة بشكل ملحوظ على مدار السنوات الماضية. مكافحة الجرائم الجنائية: مثل السرقات، الاعتداءات، والجرائم المنظمة، عبر وحدات تحقيق متخصصة وتقنيات حديثة في التحقيق. الجرائم الإلكترونية: مع زيادة استخدام التكنولوجيا، أنشأت قطر وحدات متخصصة لمكافحة الجرائم الإلكترونية تشمل الاحتيال المالي الإلكتروني، الابتزاز الإلكتروني، والتلاعب بالبيانات. مكافحة الإرهاب والتطرف: بالتعاون مع الأجهزة الأمنية الإقليمية والدولية، وضعت قطر استراتيجيات متطورة لمنع الإرهاب وملاحقة التنظيمات الإرهابية. تنظيم المرور والسلامة على الطرق: من خلال تطبيق قوانين صارمة، استخدام كاميرات المراقبة الذكية، وبرامج التوعية المرورية. حماية الحدود وتأمين المنشآت الحيوية: تعتمد قطر تقنيات متقدمة مثل المراقبة الجوية والبحرية لضمان سلامة الحدود والحد من التهريب والتهديدات الأمنية. إدارة الأزمات والطوارئ: تشمل التعامل مع الكوارث الطبيعية، الحوادث الكبرى، وحالات الطوارئ الطبية، عبر مركز عمليات متطور وجهاز حماية مدنية مجهز بأحدث المعدات.

## التعاون الدولي والإقليمي
تشارك قطر بفاعلية في التعاون الأمني الدولي، وتنسق مع منظمات مثل الأمم المتحدة، الإنتربول، ومنظمة التعاون الإسلامي، وكذلك مع دول مجلس التعاون الخليجي. يهدف هذا التعاون إلى: تبادل المعلومات الاستخباراتية لمكافحة الجرائم العابرة للحدود. التدريب والتطوير المشترك لكوادر الأجهزة الأمنية. التنسيق في مكافحة الإرهاب والجرائم السيبرانية. المشاركة في المؤتمرات والمنتديات الأمنية الدولية لتعزيز القدرات التقنية والإدارية.

## التطور التكنولوجي في إنفاذ القانون
شهد إنفاذ القانون في قطر تطورًا كبيرًا في استخدام التقنيات الحديثة، مثل: أنظمة المراقبة بالفيديو الذكية المدمجة بأنظمة الذكاء الاصطناعي لتحليل الحشود والتعرف على الوجوه. استخدام الطائرات بدون طيار في مراقبة الحدود والأحداث الكبرى. تطبيقات الهواتف الذكية التي تسمح بالإبلاغ السريع عن الجرائم والحوادث. أنظمة إدارة البيانات الكبيرة لدعم التحقيقات واتخاذ القرارات الأمنية.

## التحديات والآفاق المستقبلية
تواجه أجهزة إنفاذ القانون في قطر عدة تحديات مع تعقيد المشهد الأمني العالمي، منها: تطور الجرائم الإلكترونية وانتشارها بشكل سريع ومتزايد. الحاجة المستمرة لتطوير الكوادر البشرية والتقنية لمواكبة التهديدات الجديدة. إدارة التوازن بين الحفاظ على الأمن وحماية الحريات والخصوصية. التعامل مع التحديات الاجتماعية والاقتصادية التي قد تؤثر على الاستقرار الأمني. تخطط الحكومة القطرية لتوسيع استخدام التقنيات الحديثة، وتعزيز التعاون مع المؤسسات الأكاديمية لتطوير بحوث أمنية متقدمة، بالإضافة إلى تعزيز البرامج التدريبية لتأهيل الكوادر الأمنية بشكل مستمر.